# Astonia australiensis
Astonia es un género monotípico con una única especie, Astonia australiensis (Aston), perteneciente a la familia Alismataceae. 
Es originaria de Australia en Queensland.

## Taxonomía
Astonia australiensis fue descrita por  Surrey Wilfrid Laurance Jacobs, y publicado en Telopea 7: 141. 1997.
Etimología
Astonia: nombre genérico otorgado en  honor de  Helen Aston que descubrió la especie.
australiensis: epíteto geográfico que alude a su localización en Australia.
Sinónimos
- Limnophyton australiense Aston (1987).[2]